# 召信臣
召信臣（？—？），字翁卿，九江郡壽春（今安徽省寿县）人。西漢水利專家。

## 生平
以明經甲科任職郎中，歷官谷陽長。漢元帝時任南陽郡太守，開發湍水（汉水支流，今唐白河流域）的水利，“起水门提阏凡数十处，以广溉灌，岁岁增加，多至三万顷”，躬勸耕農，深受百姓愛戴，后世人稱「前有召父，後有杜母」。
因为明经甲科而担任郎官，后来离开京城补任谷阳县长。后因官吏考绩列为优等而升任上蔡縣长。他管理上蔡时视民如子，一直受到任地老百姓的称赞。后来越级提拔为零陵太守，不久因病归退。（后来）又被征召为谏议大夫，升为南阳太守，仍然同在上蔡时一样治理百姓。 
召信臣为人勤奋努力有办法有谋略，喜欢替老百姓兴办有益的事，一心要使他们富足。他亲自鼓励百姓从事农业生产，在田间小路出入，停留和住宿都不在乡里的亭馆中，很少有安闲地休息的时候。他巡视郡中的水流泉源，开通沟渠，修筑水闸和其他能放水堵水的设施总共几十处，以便扩大灌溉面积，水田年年增加，多达三万顷。百姓得到了这样做的好处，有了多余的粮食来贮藏。召信臣为百姓制定了均衡分配水源的规定，刻在石碑上树立在田边，来防止争斗。下令禁止嫁娶送终时铺张浪费，一定要从节俭出发。府县官吏家中子弟喜欢闲游，不把耕田劳作当重要的事看待，他就斥责罢免他们，严重的还要追究他们，用行为不法的罪名处治他们，用这种做法显示他崇尚劳动厌弃懒惰的态度。他管治的地方教化得以广泛推行，,郡中的人没有谁不尽力从事农业生产，百姓归依他，住户人口成倍增长，盗贼和诉讼案件减少以至于停息。官吏百姓亲近爱戴召信臣，称他为“召父”。荆州刺史上报召信臣替百姓做好事，他管辖的郡因此充实富足，皇帝赏赐召信臣黄金四十斤。他被升职任河南太守，政绩品行常常被评定为第一，皇帝又多次增加官阶赏赐黄金给他。 
竟宁年间，召信臣被征召为九卿。他上奏请求皇上光临上林苑各偏远宫馆，不要再加修葺整治供帐。召信臣还上奏请求裁减乐府黄门的乐舞艺人以及宫馆中使用的兵器、日常用品的大半。太官园中种植冬天生长的葱、韭等蔬菜，种在暖房中，白天夜晚都要燃烧没有光焰的火，这些蔬菜也要等达到一定的温度时才能生长。召信臣认为这些都是不合季节的东西，对人体有害，不适合用来供奉给皇上，就一一奏请皇帝免除这一切。（这样）每年节省了几千万的费用。召信臣年纪大了死在任上。 
公元4年，皇帝下诏书祭祀对百姓做过好事的百官卿士，蜀郡推荐了文翁，九江推荐了召父。当年郡守率领官员属吏一齐行礼，在召信臣的坟墓前建立祠堂，而南阳也建造了主祠。

## 参看
- 湍河

## 延伸阅读
[在维基数据编辑]
 《漢書/卷089》，出自班固《漢書》